# Kellys
Kellys Bike Company – словацький виробник велосипедів і велосипедних аксесуарів. Один з лідерів східноєвропейських веловиробників.

## Історія
Все почалося в 1989 році, в місті П'єштяни, Словаччина (на той час - Чехословаччина), коли брати Петр та Броніслав Девінець, відкрили пункт прокату велосипедів, в своєму гаражі, а згодом зайнялися торгівлею велосипедів на місцевому ринку. Після двох років успішного бізнесу, сповнені енергії та ентузіазму, брати Девінець, прийшли до рішення створити справжню велосипедну компанію – 1991 рік є офіційним роком створення компанії Kellys. Далі були роки плідної праці і довгий, захоплюючий, шлях від велосипедного прокату до повноцінного виробництва велосипедів. На момент розділу Чехословаччини, Kellys стала найбільшим та головним виробником велосипедів у Словаччині, а в 1994 році вже з’являються перші серійні велосипеди з фірмовим написом Kellys, на рамі.

На сьогоднішній день Kellys – великий та потужний велосипедний виробник, його продукція релізовується у більш, ніж в 35-ти країнах світу:  Австрія, Німеччина, Греція, Франція, Хорватія, Кіпр, Чехія, Естонія, Данія, Португалія, Україна, Білорусь, Польща, Італія, Іспанія, Швеція, Молдова, Литва, Болгарія, Румунія, та інші. У кожній з цих країн Kellys представлений величезним числом велосипедних магазинів і партнерів.

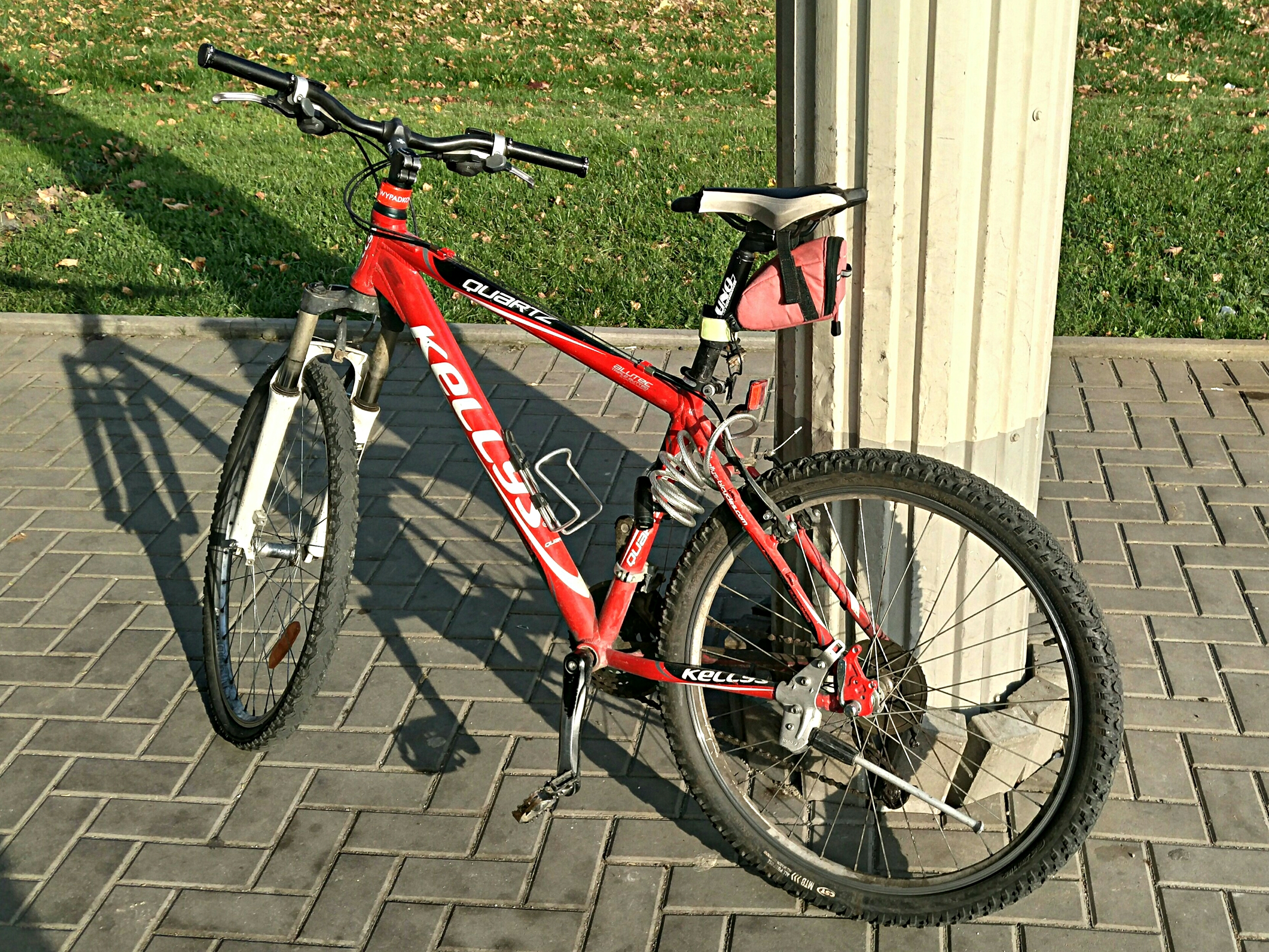
Гірський велосипед Kellys Quartz
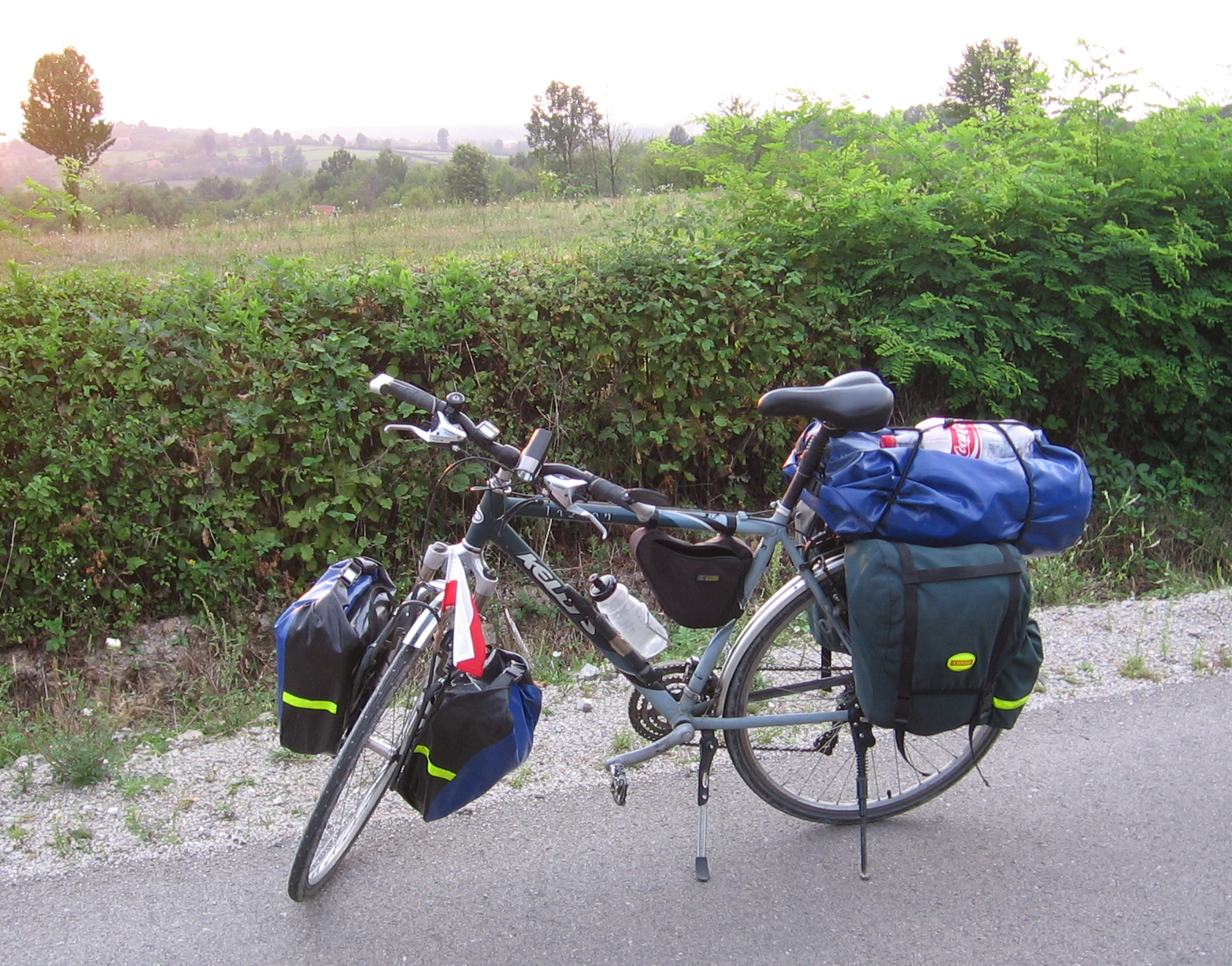
Туристичний велосипед Kellys

## Виробництво
Kellys має сучасне власне виробництво, з конструкторським бюро, де розробляють геометрії рам втілюючи в них нові надсучасні ідеї та технології. Дизайн-студії, де працюють талановиті дизайнери – це завдяки їм велосипеди Kellys такі яскраві і захоплюючі. А ще відділ збірки велосипедів, маркетинговий відділ, склади, та велика мережа представництв по всій Європі.
Сам же завод по збірці велосипедів знаходиться в селі Вельке орвіште, передмісті невеликого містечка П'єштяни, Словаччина.
Зараз, Kellys випускає велосипеди для міста, туризму, гірські велосипеди, в тому числі карбонові і двухпідвіси, велосипеди для початківців, жіночі, дитячі, кросові, шосейні, дьортові, ендуро, та даунхільні.
Значна частина компонентів, брендуються під власну марку Kellys - KLS, що спеціалізується на окремій галузі і займається виробництвом велосипедних компонентів та аксесуарів.

## Велоспорт
Під маркою Kellys щорічно проводяться відомі веломарафони, такі як Kelly's Dubnicky Maraton марафон в місті Нова-Дубніца, чи австрійський веломарафон Salzkammergut Mountainbike Trophy. Також  компанія разом зі Словацькою збірною з MTB, брала участь в олімпійських іграх в Афінах 2004 року, а зараз має власні команди – Kellys Bike Ranch Team, та даунхільну - Kellys Factory Team, що прославляють виробника в світі спортивних змагань.
В Україні ж, Kellys, активно підтримує різні велосипедні марафони, велоквести, туристичні конкурси, та окремих перспективних гонщиків.